# Mario Soto Benavides
Mario Soto Benavides (10 de juliol de 1950) és un exfutbolista xilè. Va formar part de l'equip xilè a la Copa del Món de 1982.